# Pervomaisc (Căușeni)
Pervomaisc è un comune della Moldavia situato nel distretto di Căușeni di 1.439 abitanti al censimento del 2004.

## Località
Il comune è formato dall'insieme delle seguenti località: (popolazione 2004)
- Pervomaisc (677 abitanti)
- Constantinovca (762 abitanti)